# Andrena berkeleyi
Andrena berkeleyi är en biart som beskrevs av Henry Lorenz Viereck och Cockerell 1914. Andrena berkeleyi ingår i släktet sandbin, och familjen grävbin. Inga underarter finns listade i Catalogue of Life.